# Monte (Francia)
Monte (in corso U Monte) è un comune francese di 578 abitanti situato nel dipartimento dell'Alta Corsica nella regione della Corsica.

## Società

### Evoluzione demografica
Abitanti censiti